# 瓦坎冈
瓦坎冈（法語：Wacquinghen，法語發音：[wakɛ̃ɡɑ̃]）是法国上法蘭西大區加来海峡省的一个市镇，属于滨海布洛涅区。

## 地理
瓦坎冈（50°46'57"N, 1°39'57"E）面积2.47 平方千米，位于法国上法蘭西大區加来海峡省，该省份为法国北部沿海省份，西北濒北海，南至索姆省，东临北部省。
与瓦坎冈接壤的市镇（或旧市镇、城区）包括：伯夫勒康、马南冈埃讷、奥夫勒坦、维米勒。

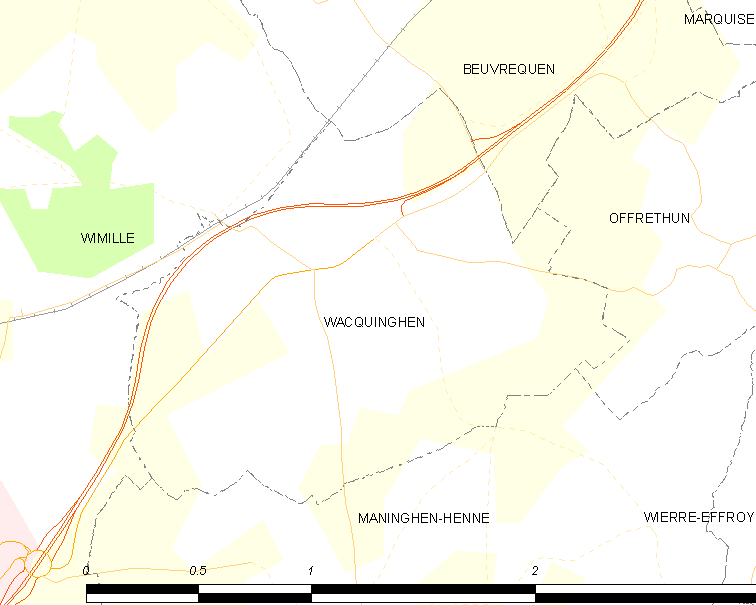
瓦坎冈的OSM定位图

瓦坎冈的时区为UTC+01:00、UTC+02:00（夏令时）。

## 行政
瓦坎冈的邮政编码为62250，INSEE市镇编码为62867。

## 政治
瓦坎冈所属的省级选区为代夫勒县。

## 人口

1962-2008年间瓦坎冈人口变化图示

瓦坎冈于2022年1月1日时的人口数量为261人。